# Mirjam de Rooij
 (janvier 2019).
Mirjam de Rooij, née le 27 septembre 1963 à Zierikzee, est une actrice néerlandaise.

## Filmographie

### Cinéma et téléfilms
- 1985 : Het Bittere Kruid (nl) de Kees van Oostrum : Greet
- 1988 : Maurits en de feiten de Jean van de Velde : Mirjam
- 1988 : Three Plays by Gertrude Stein de Jaap Drupsteen : Lucy Willow
- 1989 : Leedvermaak (nl) de Frans Weisz : la collègue de Nico
- 1991 : De tranen van Maria Machita (nl) de Paul Ruven : la vendeuse de chaussures
- 1992 : Goede tijden, slechte tijden : Trix Gerritse
- 1992 : Let's Talk About Sex : Debbie
- 1993 : SamSam (nl) de Hans de Korte
- 1993 : Belle van Zuylen - Madame de Charrière (en) de Digna Sinke : Charlotte
- 1994 : De flat (nl) de Ben Verbong
- 1994 : Appartement 512 : Lidy van Oosterom
- 1996 : Baantjer : Ria de Zwaan
- 1996 : Twee ogen uit Lemberg de Gerrard Verhage
- 1996 : De Silvia Millecam Show : Ans de Beer
- 1997 : Arends (nl) de Jelle Nesa : la tante
- 1998 : Combat : Miss Els
- 1998 : Het 14e kippetje (nl) de Hany Abu-Assad : la chausseuse
- 1998 : Only Love (nl) de John Erman : l'employé de bureau d'Amsterdam
- 1999 : De Daltons (nl) : Heleen
- 2000 : Russen (nl) de Arno Dierickx : Nicole
- 2001 : Enigma de Michael Apted : Lady Lodger
- 2004 : Ernstige delicten (nl) de Elbert van Strien
- 2007 : Willemspark (nl) de Antoinette Beumer et Remy van Heugten : Chantal
- 2008 : Spoorloos verdwenen (nl) : Cecile Blok
- 2008 : Flikken Maastricht : Madame Koorenaar
- 2008 : SpangaS : Madame De Haan
- 2008 : Shouf Shouf! (nl) : Nellie
- 2015 : Goedenavond dames en heren (nl) : Annet
- 2017 : Weg van jou (nl) : L'agent de péage
- 2017 : B.A.B.S. (nl) : Carina, la mère de Sophie
- 2017 : Flikken Rotterdam (nl) : Patricia 'Patty' Kloosterman

## Vie privée
Elle est mariée avec l'acteur Victor Löw.